# John Betjeman
John Betjeman (/ˈbɛtʃəmən/ (Highgate (Londres), 28 de agosto de 1906-Trebetherick (Cornualles), 19 de mayo de 1984) fue un poeta y presentador inglés. Fue uno de los miembros fundadores de la Victorian Society. Aunque su carrera empezó como periodista, Betjeman se convirtió en uno de los poetas laureados más populares del Reino Unido, así como en una de las figuras más queridas de la televisión británica.

## Biografía

### Primeros años y educación
Su nombre era originalmente John Betjemann, pero cambió su apellido por uno menos alemán durante la Primera Guerra Mundial. Betjeman nació en Highgate, al norte de Londres. Sus padres fueron Mabel y Ernest Betjemann, quienes eran dueños de un negocio familiar que manufacturaba muebles y ornamentos victorianos. La familia de su padre era neerlandesa y se habían asentado en Islington (Londres) durante el siglo XIX. En 1909, los Betjemann abandonaron Hampstead y se mudaron a la villa de Highgate.
Inicialmente, Betjeman estudió en la Byron House y en la Highgate School, en donde fue pupilo de T. S. Eliot. Posteriormente, fue enviado a la Dragon School en Oxford y al Marlborough College en Marlborough. Durante su penúltimo año en el Marlborough College, Betjeman se unió a la Society of Amici, en donde fue contemporáneo de Louis MacNeice y Graham Shepard. Mientras estaba en la universidad, Betjeman leyó las obras de Arthur Machen y se unió a la Iglesia Alta Anglicana.

### Magdalen College, Oxford
Betjeman entró en la Universidad de Oxford con bastante dificultad, luego de haber reprobado la sección de matemática del examen de admisión de la universidad. Sin embargo, fue admitido como estudiante sin beca en el Magdalen College. Sin embargo, Betjeman no sobresalió como estudiante en Oxford. C. S. Lewis, quien fue uno de sus profesores, lo consideraba un "mojigato haragán," mientras que Betjeman consideraba que Lewis era antipático y exigente, un profesor poco inspirado. A Betjeman le desagradaba el énfasis de la carrera en lingüística y dedicó la mayor parte de su tiempo a hacer vida social, cultivando su interés por la arquitectura eclesiástica y estudiando literatura de su agrado. En 1927 publicó un poema en la revista universitaria Isis y fue el editor del periódico estudiantil Cherwell. Su primer libro de poesía lo publicó por cuenta propia con la ayuda de su compañero Edward James. Muchas de sus vivencias en Oxford fueron incluidas en su autobiografía en verso blanco Summoned by Bells, la cual fue publicada en 1960 y fue adaptada en un telefilme en 1976.
Betjeman fue capaz de obtener su título en Oxford debido a que reprobó el examen obligatorio de Escrituras Sagradas. Su situación empeoró cuando reprobó el examen por segunda ocasión durante el periodo Hilary de 1928, por lo que fue suspendido durante el periodo Trinity para que se preparara para tomar el examen en octubre. Betjeman le escribió al Secretario de la Junta de Tutores del Magdalen College solicitando entrar en Pass School, un conjunto de exámenes para estudiantes de pregrado que probablemente no se graduarían con honores.
Betjeman fue aceptado en Pass School, en donde decidió realizar una tesis en galés. Un tutor tenía que viajar en tren desde Aberystwyth para enseñar a Betjeman, a pesar de que el Jesus College tenía varios profesores de galés que hubieran podido enseñarle. Sin embargo, Betjeman fue expulsado definitivamente de la universidad al final del periodo Michaelmas  de 1928. A pesar de que Betjeman había aprobado el examen obligatorio de Escrituras Sagradas en su tercer intento, fue expulsado después de solo haber obtenido una nota satisfactoria en uno de los tres ensayos requeridos en Pass School.
Su fracaso académico en Oxford lo marcó por el resto de su vida y nunca fue capaz de reconciliarse con C. S. Lewis. A pesar de esto, Betjeman siempre estimó grandemente la Universidad, de la cual recibió un doctorado honorario en 1974.

### Luego de la universidad
Después de abandonar la universidad, Betjeman trabajó brevemente como secretario, maestro de escuela e incluso como crítico de cine del Evening Standard. Entre 1930 y 1935, trabajó como editor asistente de la revista Architectural Review y publicó varios trabajos como freelancer. El historiador Timothy Mowl considera que los años que Betjeman pasó en Architectural Review fueron su verdadera universidad. Durante este periodo, Betjeman se unió al MARS Group, un grupo de jóvenes arquitectos modernistas y críticos de arquitectura del Reino Unido.
El 29 de julio de 1933, Betjeman se casó con Penelope Chetwode, la hija del Mariscal de Campo Philip Chetwode. La pareja vivió en Berkshire y tuvo un hijo, Paul, en 1937 y una hija, Paula (conocida como Candida Lycett Green), en 1942.
Junto a Jack Beddington, Betjeman publicó las Shell Guides, una serie de guías sobre los condados de Gran Bretaña y sus sitios históricos para los motoristas británicos. Las guías fueron publicadas por la Architectural Press y financiadas por Royal Dutch Shell. Para el inicio de la Segunda Guerra Mundial ya se habían publicado 13 de estas guías, de las cuales Betjeman escribió las de Cornualles (1934) y Devon (1936).
En 1939, Betjeman no fue aceptado para el servicio activo durante la Segunda Guerra Mundial, pero encontró trabajo en la división de cine del Ministerio de Información. En 1941, fue enviado como corresponsal a Dublín (Irlanda). Posteriormente, Betjeman escribiría varios poemas sobre sus experiencias en ese país.

### Periodo de posguerra
La esposa de Betjeman, Penelope, se convirtió al catolicismo en 1948, por lo que la pareja se separó. En 1951, conoció a Lady Elizabeth Cavendish, con quien desarrolló una duradera amistad.
Durante los años 1960 y los años 1970, Betjeman continuó publicando guías y obras sobre arquitectura. Así mismo, durante este periodo, empezó a trabajar como presentador. En 1958, fue uno de los miembros fundadores de la Victorian Society. También estuvo relacionado con la cultura de Metro-land, el nombre con el que eran conocidas las zonas suburbanas servidas por el Metropolitan Railway. Betjeman incluso participó en un documental de la BBC llamado Metro-land, dirigido por Edward Mirzoeff.
En 1975, Bejteman propuso que se usaran los Fine Rooms de la Somerset House para albergar el Turner Bequest, con lo que ayudó a desbaratar el plan del Ministro de Artes de albergar el Bequest en el Theatre Museum.

### Muerte

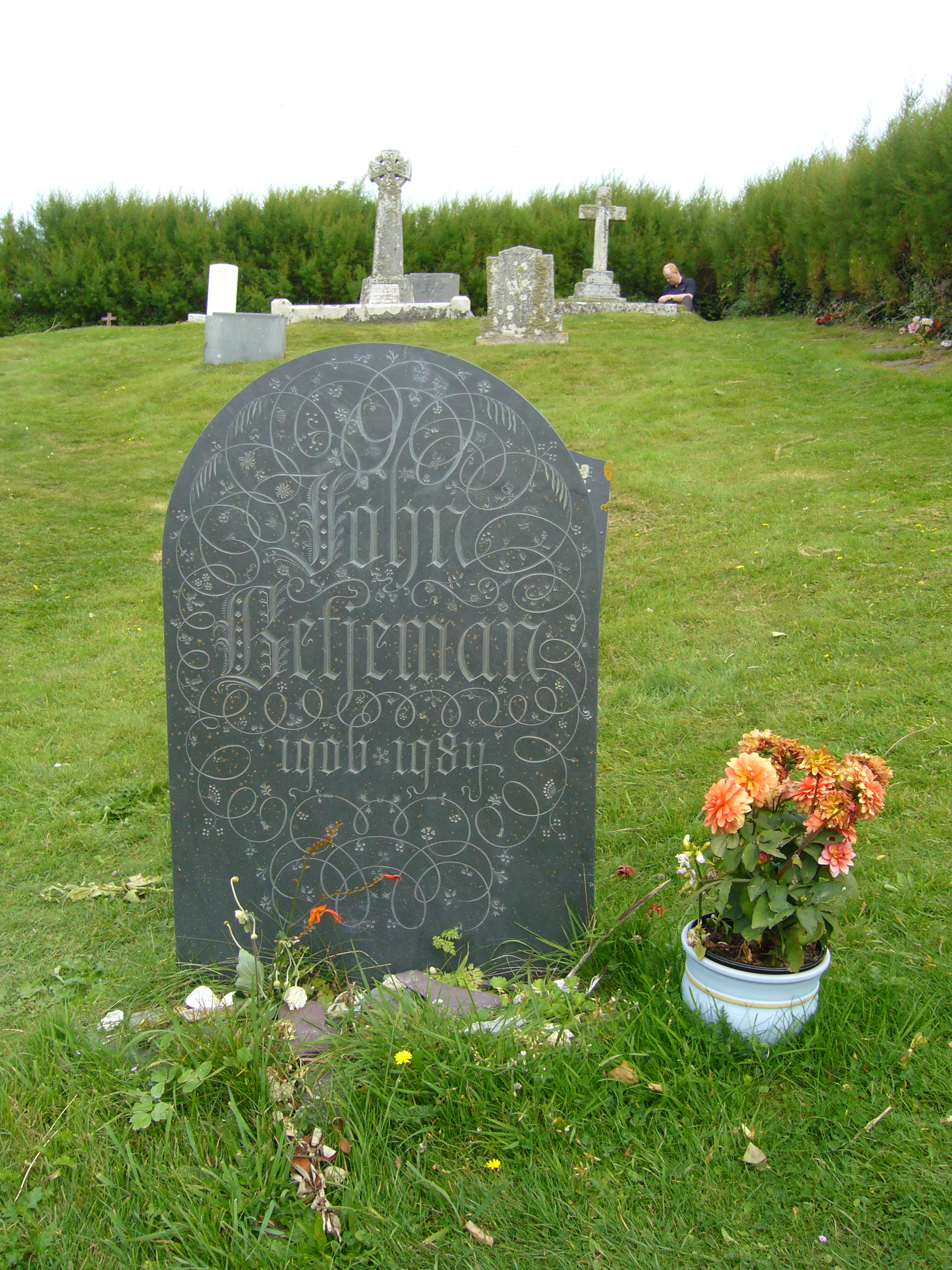
Tumba de John Betjeman.

Durante la última década de su vida, Betjeman sufrió de la enfermedad de Parkinson. Murió en su hogar en Trebetherick (Cornualles) el 19 de mayo de 1984, a los 77 años. Fue enterrado en el cementerio de la St Enodoc's Church.

## Reconocimientos
- Miembro honorario de la Academia Estadounidense de las Artes y las Letras (1980)
- Poeta Laureado del Reino Unido (1972-1984)
- Knight Bachelor (1969)
- Comandante de la Orden del Imperio Británico (1960)
- Queen's Medal for Poetry (1960)